# Templo y convento de San Joaquín (Tacuba)
El templo y convento de San Joaquín  es un conjunto arquitectónico religioso que se encuentra en Tacuba, uno de los pueblos originarios de la Alcaldía Miguel Hidalgo, de la Ciudad de México. La construcción del conjunto comenzó a finales del siglo XVII y concluyó a mediados del siglo XVIII, fue declarado monumento histórico en marzo de 1933 y está dentro de los bienes inscritos en el Catálogo de Monumentos Históricos del Instituto Nacional de Antropología e Historia (INAH) de México.

## Historia
Los carmelitas descalzos, apoyados por el rey Felipe II, llegaron a la Nueva España en 1585 con la misión de ayudar en la conversión de los nativos al cristianismo.
El 13 de febrero de 1689, los carmelitas fundaron el templo y convento de San Joaquín en el antiguo pueblo de Sanctorum (actualmente parte de Tacuba) como sede de su colegio de filosofía y artes. Para su fundación fue utilizada una real cédula que les había otorgado el Felipe IV en 1661. Fue la undécima fundación carmelita en México, al momento de su fundación ya existía el convento del Carmen México, el de Santa Fé y el colegio de artes y teología en San Ángel.
Al respecto del aspecto del convento a principios del siglo XIX Madame Calderón de la Barca escribió:

"...San Joaquín, que es también una pobre aldea, tiene un hermoso convento con una enorme pared que rodea el jardín y el huerto, propiedad de los ricos frailes carmelitas".

"...Los caballeros pudieron entrar al interior del convento, que describen como un edificio grande y hermoso, limpio y alegre, con una buena biblioteca formada, casi toda, de obras antiguas de teología. Visitaron el jardín, que dicen es enorme y, aunque descuidado, está lleno de flores; y la extensa huerta, famosa por su fruta, tan abundante y deliciosa. Hay en el jardín un mirador, que se alcanza a ver desde el camino, y del cual se domina una dilatada vista..." Madame Calderón de la Barca.

## Descripción del templo
La iglesia está orientada de este a oeste y fue construida con cantera gris, tiene planta de cruz latina con cúpula circular en el crucero, la fachada es sobria, siguiendo las prescripciones carmelitas y se compone de un nártex de tres vanos, sobre el cual se encuentra la ventana coral y en la parte superior un nicho con una escultura de Santa Ana de Nazaret. La portada lateral es muy rica, en ella se encuentra una escultura del patrono del templo.
Siguiendo los preceptos de austeridad de la orden el templo cuenta con una espadaña en el ángulo Sureste del templo.

## El aljibe
Para almacenar agua y surtir al grandioso huerto del convento, los carmelitas construyeron alrededor de 1740 un estanque rodeado de un muro de mampostería. Este aljibe de 2,200 metros cuadrados recibía agua del río de los remedios y también funcionó como área de descanso y meditación para los frailes, contaba con un pórtico cubierto por una bóveda de cañón, así como una banca de piedra a lo largo de la estructura. Después de la aplicación de las leyes de reforma el aljibe y el huerto quedaron abandonados y en los terrenos que abarcaba este último se construyó en 1942 el Panteón Francés de San Joaquín. El aljibe quedó dentro de los límites del panteón y actualmente se encuentra deteriorado y en riesgo de desaparecer debido a la negligencia de las autoridades del panteón; Sin embargo la fundación El Carmelo Descalzo en México A.C. presidida por la historiadora Armindia Soria ha elaborado un proyecto para rescatar el espacio y restaurar el pórtico y el aljibe, el cual constituye el único ejemplo de su tipo en América Latina. Dicho proyecto aún no ha sido considerado por el Gobierno del Distrito Federal.

## Hechos históricos
- Agustín de Iturbide se hospedó en el convento del 11 al 15 de septiembre de 1821, antes de su entrada triunfal a la Ciudad de México el 27 del mismo mes.

- El convento fue visitado por el primer embajador español Ángel Calderón de la Barca en 1839.

- Durante la primera mitad del siglo XIX el convento fue lugar de retiro y descanso para funcionarios y personajes como Juan O'Donojú, Valentín Gómez Farías, Juan Cayetano Gómez y Manuel de la Peña y Peña.